# Bicrouania maritima
Bicrouania maritima är en svampart som först beskrevs av P. Crouan & H. Crouan, och fick sitt nu gällande namn av Kohlm. & Volkm.-Kohlm. 1990. Bicrouania maritima ingår i släktet Bicrouania och familjen Melanommataceae.   Inga underarter finns listade i Catalogue of Life.